# Manenaua
Manenaua (auch: Marenaua) ist ein Ort auf der südlichen Insel des Kuria-Atolls in den zum Inselstaat Kiribati gehörenden Gilbertinseln im Pazifischen Ozean mit einer Landfläche von 0,51 km². 2020 hatte der Ort 155 Einwohner.

## Geographie
Manenaua ist der nördlichste Ort der Südinsel des Atolls Kuria und liegt an deren Westküste. Südlich liegt der Hauptort Bouatoa, im Norden befindet sich die Brücke (Itintoa Bridge), welche die beiden großen Inseln Kurias miteinander verbindet.

## Klima
Das Klima ist tropisch heiß, wird jedoch von ständig wehenden Winden gemäßigt. Ebenso wie die anderen Orte des Kuria-Atolls wird Manenaua gelegentlich von Zyklonen heimgesucht.